# نوومیخایلوفکا (شهرستان کویورگازینسکی، باشقیرستان)
نوومیخایلوفکا (انگلیسی: Novomikhaylovka, Kuyurgazinsky District, Republic of Bashkortostan) یک شهرک در شهرستان کویورگازینسکی جمهوری باشقیرستان در کشور روسیه است.